# IPTVフォーラム
IPTVフォーラムとは、Internet Protocol（IP）を使用した動画配信の仕様の標準化と普及を目的とした民間の標準化団体。

## 概要
日本国内におけるIPTV技術としては、平成20年5月にNTT、KDDI、ソフトバンクの通信3キャリアが中心となり、NHKや民放5局、ソニー、パナソニック、シャープ、東芝、日立製作所などが参加して、IPTV技術規格の標準化団体「中間社団法人 IPTVフォーラム」（後に中間法人法廃止に伴い一般社団法人化）が設立され、平成21年11月現在で社員会員54社、協賛会員20社が参加して、技術規格の標準化を推進している。理事長は慶應義塾大学教授の村井純。

## IPTV技術規格の標準化
同団体の技術仕様体系としては、配信サービス仕様として「VOD仕様」「ダウンロード仕様」「IP放送仕様」、サービスアプローチ仕様として「放送連携サービスアプローチ仕様」「インターネットスコープサービスアプローチ仕様」「CDNサービスアプローチ仕様」、その他「地上デジタルテレビジョン放送IP再送信運用規定」「BSデジタル放送IP再送信運用規定」の8つの技術規格に分類されている。

## 活動状況
最先端IT・エレクトロニクス総合展「CEATEC JAPAN 2009」において、同団体の技術規格体系に基づいた実用化サービスと近未来サービスの展示を行った。具体的には、実用化サービスとして、NTTぷららの「ひかりTV」、Yahoo! Japanの「テレビ版 Yahoo! Japan」、「アクトビラ」のデモ展示を行った。また、近未来サービスとしては、NHKや民放5局、WOWOWにより、放送からIPTVのVODサービスやダウンロードサービスに直接遷移できる「放送連携サービス」の実機によるデモ展示を行った。